# Euproctis longipalpa
Euproctis longipalpa är en fjärilsart som beskrevs av Collenette 1938. Euproctis longipalpa ingår i släktet Euproctis och familjen tofsspinnare. Inga underarter finns listade i Catalogue of Life.